# Nuraga Tanca Maná
El nuraga Tanca Manna está en Nuoro, en la parte sur de la ciudad. Está integrado dentro de una zona habitada y forma parte de un parque que lleva el mismo nombre. Este lugar, situado en una colina, ofrece unas vistas espectaculares del monte Ortobene y de la ciudad de Nuoro. El nuraga es una construcción antigua que data de la Edad del Bronce media, aproximadamente entre los años 1600 y 1200 a. C.
El nuraga es una torre única con una cúpula llamada thòlos. Está construida usando rocas de granito que salen del suelo y forman la base y parte de las paredes. Las paredes están hechas de bloques de granito que fueron trabajados de manera tosca. Dentro de la torre hay dos nichos uno frente al otro, uno de los cuales está excavado en la roca base pero fue dañado por los vándalos.
En 2005, durante las excavaciones en el área alrededor del sitio, se descubrieron más de 150 cabañas que datan de la primera fase de la civilización nurágica. Estas excavaciones permitieron estimar la extensión del antiguo pueblo nurágico. Al mismo tiempo, se llevaron a cabo trabajos de restauración para reforzar la base de la estructura principal.
El nuraga Tanca Manna es solo uno de los muchos monumentos megalíticos que se encuentran en Nuoro y en la región de Barbagia. Además, hay muchas tumbas de los gigantes y domus de janas, que demuestran la gran presencia de la civilización nurágica en esta parte de Cerdeña.
En 2015 se encontraron restos arqueológicos que luego fueron expuestos al público.